# Dorstenia subdentata
Dorstenia subdentata är en mullbärsväxtart som beskrevs av M.E.E. Hijman och C.C. Berg. Dorstenia subdentata ingår i släktet Dorstenia och familjen mullbärsväxter. Inga underarter finns listade i Catalogue of Life.